# Філлах
Філлах (нім. Villach нім. вимова: [ˈfɪlax] ( прослухати), відоме також як Віллах, словенська назва — Беляк, словен. Beljak; італ. Villaco; фріул. Vilac) — місто в федеральній землі Каринтія, Австрія, на річці Драва, вважається культурним центром федеральної землі.
Після Другої світової війни у Філлаху була невелика українська колонія.

## Географія
Місто розташоване на березі річки Драва в альпійській долині. Недалеко від Філлаха знаходиться кілька озер: Осіахове, Факер та інші. Оточують місто Альпи — популярне місце туризму і лижного спорту.

## Історія
Найдревніші сліди людських поселень, знайдені поблизу Філлаха, датуються 4-тим тисячоліттям до Різдва Христового. Тут знайдено чимало римських артефактів, оскільки місто лежало неподалік від важливого римського торгового шляху.
Міст через Драву на території сучасного Філлаха згадується в 878 році, а поселення біля моста отримало міський статус у 1060 році, хоча назва Філлах уперше згадується в літописах лише в 1240 році. Першого мера місто отримало в 16-му столітті.
25 січня 1348 року велика частина Філлаха була зруйнована землетрусом. Інший землетрус трапився в 1690. Крім того, місто зазнало кількох пожеж, які знищили чимало будинків.
У 1759 році імператриця Марія Терезія формально купила Філлах разом зі значною частиною Каринтії. У період наполеонівських воєн Філлах входив до Іллірійських провінцій Французької імперії (1809—1813).
Залізниця була прокладена до Філлаха 1864 року, що заклало основу для зростання та  розширення міста.
Упродовж Другої світової війни союзники бомбили Філлах 37 разів. Близько 42500 бомб убило 300 людей і пошкодило 85 % будинків, але місто швидко відбудувалося.
Нині Філлах — місто активної комерції та туристичний центр, який зберігає свою історичну спадщину.
На північний схід від Філлаха знаходиться фортеця Ландскрон, а на південний захід Замок Федераун.

## Адміністративний поділ
Філлах є статутним містом — окрім повноважень муніципалітету має повноваженнями та обов'язки районної адміністративної влади — у федеральній землі Каринтія.
Філлах включає численні місця в околицях, але лише деякі з яких утворюють справжні райони. До складу муніципального району входять ще 58 поселень.

## Економіка
Поблизу Філлаха розташоване поліметалеве родовище Блайберґ із рудами на свинець та цинк, відоме з 1333 року. Його інтенсивна розробка ведеться з 1778 року.

## Культурне життя
У Філлаху щоліта проводиться фестиваль вуличних артистів, а також Villacher Kirchtag — храмове свято, яке триває цілий тиждень.

## Пам'ятки
- барокова Церква Святого Хреста
- неоготична Церква Св. Миколая

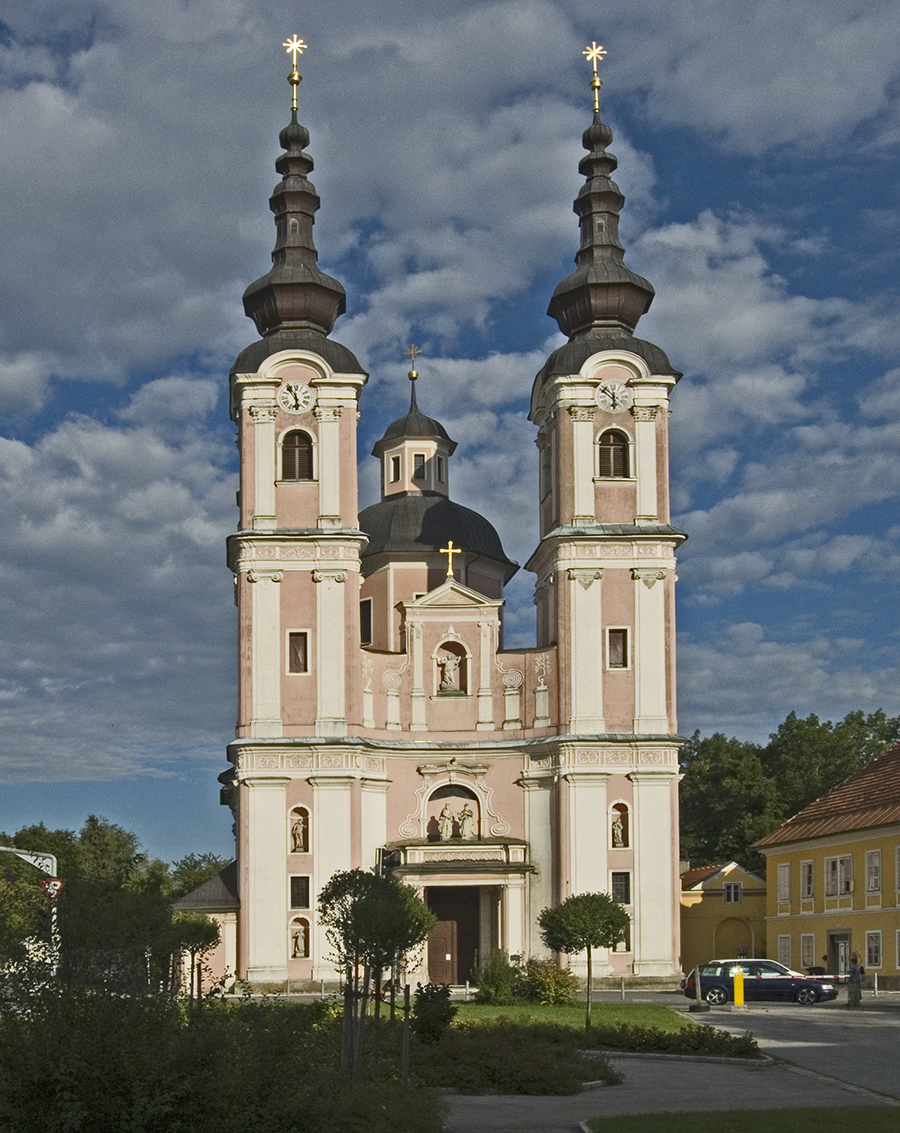
Церква Святого Хреста

- Руїни середньовічної фортеці Ландскрон
- Конгрес-центр

## Міста-побратими
- Бамберг, Німеччина (1973)
- Удіне, Італія (1979)
- Сюрен, Франція (1992)
- Капошвар, Угорщина (1994)
- Блед, Словенія (2002)
- Крань, Словенія (2008)

## Уродженці
- Кристофер Верницниг (* 1990) — австрійський футболіст, півзахисник.
- Данієль Мезотіч (* 1976) — австрійський біатлоніст, призер Олімпійських ігор.